# Non è peccato (album)
Non è peccato è un album della cantante italiana Syria, pubblicato il 13 maggio 2005 dall'etichetta discografica Atlantic.
Anticipato dal singolo Senza regole, è il sesto album della cantante romana, e annovera molti artisti che hanno preso parte al progetto. Da segnalare sono Alice nel paese delle meraviglie, cover della canzone omonima de Le Vibrazioni, e i brani scritti per lei da quattro artisti italiani: Giorgia (che ha fatto i cori di Non sono), Tiziano Ferro, Jovanotti (anche lui corista della stessa canzone) e Mario Venuti. Ci sono poi altre due cover: Mi manchi di Loredana Bertè e Bonnie & Clyde, originariamente cantata da Serge Gainsbourg e Brigitte Bardot e qui proposta in duetto da Syria e Francesco Bianconi dei Baustelle.
Tra i singoli lanciati, Senza regole, Non è peccato e Non sono.

## Tracce
CD (Atlantic 505-0467-8473-2-3 (Warner) / EAN 5050467847323)
1. Senza regole - 3:29 (Ivan Cotroneo - Saturnino Celani)
2. Non sono - 3:30 (Claudio Cherubini + unknow)
3. Non è peccato - 3:34 (Mario Venuti)
4. Alice nel paese delle meraviglie - 3:42 (Francesco Sarcina)
5. E va be' - 3:39 (Roberto Casalino, Tiziano Ferro)
6. Libera - 4:22  (Claudio Bonoldi - Cecilia Cipressi - Massimiliano Pelan - Fabrizio Consoli)
7. Più di una pasticca - 3:32 (Jovanotti)
8. Luna crescente - 4:03 (Giorgia - Cecilia Cipressi)
9. In fuga da sola - 3:49  (Claudio Bonoldi - Massimiliano Pelan)
10. L'equilibrio - 4:25  (Raffaella Destefano)
11. Bonnie & Clyde - 4:26 (Francesco Bianconi - Laura Polazzi - Serge Gainsbourg)
12. Mi manchi - 4:25

## Classifiche
| Classifica (2005) | Posizione |
| ----------------- | --------- |
| Italia            | 52        |